# 杭效祖
杭效祖（1913年—1989年），男，浙江杭县人，中国无线电技术专家，曾任第七机械工业部708所所长、副所长兼总工程师。